# Sammy Fain
Sammy Fain, pseudonimo di Samuel E. Feinberg (New York, 17 giugno 1902 – Los Angeles, 6 dicembre 1989), è stato un compositore statunitense.

## Biografia
Ha collaborato con il paroliere Irving Kahal a partire dal 1926 fino alla morte di quest'ultimo, avvenuta a soli 38 anni nel 1942. Insieme hanno scritto brani poi diventati classici come Let a Smile Be Your Umbrella (1927), You Brought a New Kind of Love to Me (1930; in collaborazione con Pierre Norman) e I'll Be Seeing You (1938). Un altro autore con cui ha collaborato è stato Lew Brown, con cui ha scritto tra l'altro anche That Old Feeling (1937).
Nel mondo di Broadway è accreditato per diversi musical come Right This Way (1938), Hellzapoppin' (1938), Sons o' Fun (1941), Toplitzky of Notre Dame (1946), Flahooley (1951), Ankles Aweigh (1955), Christine (1960) e Something More! (1964).
Ha contribuito alla realizzazione di numerose colonne sonore cinematografiche negli anni '30, '40 e '50. Ha ricevuto la candidatura all'Oscar alla migliore canzone per ben nove volte, vincendo due volte:
- nel 1938 è stato candidato per That Old Feeling (musica di Sammy Fain, testo di Lew Brown) per il film Modella di lusso;
- nel 1954 ha vinto l'Oscar per Secret Love (musica di Sammy Fain, testo di Paul Francis Webster), canzone del film Non sparare, baciami!;
- nel 1956 ha rivinto l'Oscar per Love Is a Many-Splendored Thing (musica di Sammy Fain, testo di Paul Francis Webster) per il film L'amore è una cosa meravigliosa;
- nel 1958 ha ricevuto la candidatura per April Love (musica di Sammy Fain, testo di Paul Francis Webster) dal film Il sole nel cuore;
- nel 1959 è stato candidato per A Certain Smile (musica di Sammy Fain e testo di Paul Francis Webster) dal film Un certo sorriso;
- nel 1963 di nuovo candidato per Tender Is the Night (musica di Sammy Fain, testo di Paul Francis Webster) dal film Tenera è la notte;
- nel 1973 è stato candidato per Strange Are the Ways of Love (musica di Sammy Fain, testo di Paul Francis Webster) dal film La matrigna;
- nel 1977 ha ricevuto la nomination per A World That Never Was (musica di Sammy Fain, testo di Paul Francis Webster) dal film Half a House;
- infine nel 1978 ha ricevuto la candidatura per Someone's Waiting for You (musica di Sammy Fain, testo di Carol Connors e Ayn Robbins) dal film Le avventure di Bianca e Bernie.

Nel 1958 realizza il secondo tema musicale della serie televisiva Carovane verso il West. Ha partecipato alla musica di diversi film prodotti dalla Walt Disney Productions, tra cui Alice nel Paese delle Meraviglie (1951), Le avventure di Peter Pan (1953) e Le avventure di Bianca e Bernie (1977). Collabora anche con Harold Adamson per canzoni inserite nel film L'ammiraglio è uno strano pesce (1964). 
Nel 1972 è stato inserito nella Songwriters Hall of Fame.
È deceduto all'età di 87 anni in California.